# Жамбалов, Арсалан Жамбалович
Арсалан Жамбалон Жамбалович (28 мая 1924, село Ага-Хангил, Читинская область (ныне Забайкальский край) — 7 февраля 2011, пгт.Агинское) — советский, российский поэт, писатель, военный, Ветеран Великой Отечественной войны 1941–1945 гг., известный под творческим псевдонимом Жамбалон.

## Биография

### Ранние годы
Арсалан Жамбалович Жамбалов родился 28 мая 1924 года в селе Ага–Хангил Читинской области (ныне Забайкальского края). Он рано лишился отца, поэтому его усыновил дядя(по материнской линии) Жамбалом Дамдиновым.
В 1941 году Арсалан Жамбалов стал победителем областного конкурса юных художников и был зачислен в Московскую среднюю художественную школу. После начала Великой Отечественной войны вместе с товарищами его отправили учиться в Читинскую школу фабрично – заводского обучения (ФЗО). Спустя полгода, после обучения он попал на станцию Шилка и был определён в бригаду мостовиков. Они очень много старались, ходили в лес, рубили деревья, а затем строили железнодорожные мосты.
В августе 1942 года из Шилки Арсалан Жамбалов его призвали на службу в армию. Арсалан провёл это время в учебном миномётном батальоне на станции Мальта в Иркутской области.  В феврале 1943 года в батальоне начала тревога и поэтому всех солдат с батальона собрали и посадили и отправили на поезде и привезли на юго–восточный рубеж СССР. Тут расположилась Квантунская армия Японии, которая ждала и готовилась напасть на СССР. Ночами солдат часто поднимали по тревоге: совершались марш–броски к границам. Днём они рыли противотанковые траншеи, для сдерживания японских танков. Арсалан Жамбалов служил здесь бронебойщиком – истребителем танков.
В  1944–1945 годы смог написать около 10-ти рассказов и 20 стихотворений на военную тему. Эти произведения он посылал в газетные редакции «Агын Yнэн» и «Буряад–Монголой Yнэн», которые публиковали произведения Арсалана. Порой в свободное время от войны, Жамбалон собирался в небольшой кружок вместе со своими соратниками, которым он читал свои стихи и рассказы.
В начале августа 1945 года советские войска должны были разгромить Квантунскую армию Японии в Маньчжурии. В тот момент Арсалан Жамбалов учился в Забайкальском Военно–пехотном училище младших командиров. Через некоторое время, 2-го сентября 1945 года японский император подписал акт о капитуляции Японии, сразу после этого Квантунская армия Японии сложила оружие.

### Жизнь после войны
После войны с Японией был назначен военным корреспондентом редакции фронтовой газеты «Суворовский натиск». Когда Арсалан Жамбалон сражался в самом тылу, одновременно в это время он готовил материалы о подвигах советских солдат. Затем Арсалан Жамбалов продолжил службу военным корреспондентом в редакции газеты «Суворовский натиск» в г.Хабаровск.
В 1947 году становится членом Агинского окружного литературного объединения, впоследствии став его бессменным руководителем, также в это время в Улан-Удэ выходит первая книга А. Жамбалона «Эдир ленинецүүд» (Юные ленинцы).
В 1948 году «Суворовский натиск» был отдан на управление Дальневосточному военному округу, выпуски на национальных языках были отменены, а сотрудники распущены. После этого он переехал в Улан–Удэ и устроился сотрудником республиканской газеты «Буряад–Монголой Yнэн». Проработав год, в 1949 году, по просьбе отца, Арсалан Жамбалов вернулся в с.Агинское и уже не покидал её надолго, уезжая лишь на учебу или в кратковременные поездки-командировки по стране.
За это время он опубликовал «Баярта үдэр» (Радостный день) (1950), «Лагерьта» (В лагере) (1953), «Хониной хүбүүн» (Маленький чабан) (1956), «Одохонууд» (Звездочки) (1958), «Алтан наран мандаг хододоо» (Пусть всегда будет солнце) (1964), «Маленький чабан» (М.,1966)«Нютагаймни агаар» (Дыхание родного края) (1968), «Дуумни, шамтаяаб!» (Песня моя) (1973), «Степные скакуны» (Иркутск, 1980), «Зүрхэнэй сохидол» (Пульс сердца) (1981), «Жэргэмэл» (Жаворонок) (1984),«Баатарай зам» (Путь героя) (1986), «Эхэ орон уряална» (По зову родины) (1990) «Мүнгэн дугы» (Серебряный мост) (1999), «Нангин тоонто» (Священная земля — тоонто) (1999), «Родное наше Забайкалье» (1999), «Моим юным друзьям» (1999), Мүнхэ дурасхаал», (Вечная память) (2002), «Зоной заяан» (Судьба народа) (2004) и др. В переводе на русский язык в Иркутске опубликованы сборники «Степная музыка» (1974), «Совесть» (1984).
Жамбалов уделял большое внимание молодым, начинающим писателям. В течение 25 лет - с 1967 по 1992 годы - руководил Агинским окружным литературным объединением.
Арсалан Жамбалович Жамбалов (Жамбалон) удостоен многих правительственных наград:
- Орден Великой Отечественной войны II степени;
- Орден Дружбы народов;
- 4 почётных знака;
- 16 медалей за победу в Великой Отечественной войне и трудовые заслуги;
- множество почётных грамот.

Кроме того, Арсалану Жамбаловичу Жамбалову (Жамбалону) присуждены звания:
- «Ветеран труда»;
- «Заслуженный пенсионер»;
- «Заслуженный работник культуры РСФСР»;
- «Почётный гражданин Читинской области»;
- «Народный поэт Республики Бурятия».

## Произведения
• «Баярта үдэр» (Радостный день) (1950)
• «Лагерьта» (В лагере) (1953)
• «Хониной хүбүүн» (Маленький чабан) (1956)
• «Одохонууд» (Звездочки) (1958)
• «Алтан наран мандаг хододоо» (Пусть всегда будет солнце) (1964)
• «Маленький чабан» (1966)
• «Нютагаймни агаар» (Дыхание родного края) (1968)
• «Дуумни, шамтаяаб!» (Песня моя) (1973)
• «Степная музыка» (1974) было опубликовано на русском языке
• «Степные скакуны» (1980)
• «Зүрхэнэй сохидол» (Пульс сердца) (1981)
• «Жэргэмэл» (Жаворонок) (1984)
• «Совесть» (1984) было опубликовано на русском языке
• «Баатарай зам» (Путь героя) (1986)
• «Эхэ орон уряална» (По зову родины) (1990)
• «Мүнгэн дугы» (Серебряный мост) (1999),
• «Нангин тоонто» (Священная земля — тоонто) (1999)
• «Родное наше Забайкалье» (1999)
• «Моим юным друзьям» (1999)
• «Мүнхэ дурасхаал» (Вечная память) (2002)
• «Зоной заяан» (Судьба народа) (2004) и др.

## Примечание
1. 1 2 3 4 5 6 7  Бессмертный полк. Агинское. Жамбалов (Жамбалон) Арсалан Жамбалович. www.moypolk.ru (22 апреля 2016). Дата обращения: 23 июля 2024. Архивировано 23 июля 2024 года.
2. ↑  Infourok. Исследовательская работа "Арсалан Жамбалон - поэт, писатель, фронтовик". Инфоурок. Дата обращения: 23 июля 2024. Архивировано 23 июля 2024 года.
3. 1 2  Редактор. АРСАЛАН ЖАМБАЛОН (1924-2011) - МУНИЦИПАЛЬНЫЕ БИБЛИОТЕКИ УЛАН-УДЭ (16 марта 2020). Дата обращения: 23 июля 2024. Архивировано 23 июля 2024 года.
4. 1 2  Жамбалон Арсалан - Soyol.ru - Культура и искусство Бурятии. soyol.ru. Дата обращения: 23 июля 2024. Архивировано 23 июля 2024 года.